# جيرت ماير
جيرت ماير (بالألمانية: Gert Meyer)‏ (و. 1943 – م) هو مؤرخ، وأستاذ جامعي، من ألمانيا.

## مناصب وهيئات
أدار جامعة ماربورغ.